# XX Conferenza delle Parti dell'UNFCCC
La XX Conferenza delle Parti (COP 20) della Convenzione quadro delle Nazioni Unite sui cambiamenti climatici (UNFCCC) venne celebrata a Lima, Perù dal 1º al 12 dicembre 2014; è stata prolungata fino al 14 dicembre. Questa conferenza fu organizzata nell'ambito della Convenzione quadro delle Nazioni Unite sui cambiamenti climatici (UNFCCC), un trattato ambientale creato nel 1992 dalla Conferenza sull'Ambiente e sullo Sviluppo delle Nazioni Unite (UNCED). L'obiettivo della conferenza era quello di portare avanti le trattative in vista dei negoziati internazionali sui cambiamenti climatici di Parigi, previsti per dicembre 2015. 
Contemporaneamente si è svolta anche la 10ª Conferenza delle Parti agente come riunione delle Parti del Protocollo di Kyoto (CMP10).
La presenza è stata di 12.000 delegati e circa 1.000 rappresentanti dei media. Dall'Italia erano presenti solo due giornalisti freelance.
Parallelamente alla manifestazione dell'evento si organizzò il Vertice dei Popoli dal 9 al 12 dicembre presso il Parco delle Esposizioni ed una marcia il 10 dicembre.
Per l'Italia ha partecipato in qualità di presidente dell'Unione Europea: il Ministro dell'Ambiente Gian Luca Galletti ha rappresentato l'Europa nei negoziati.

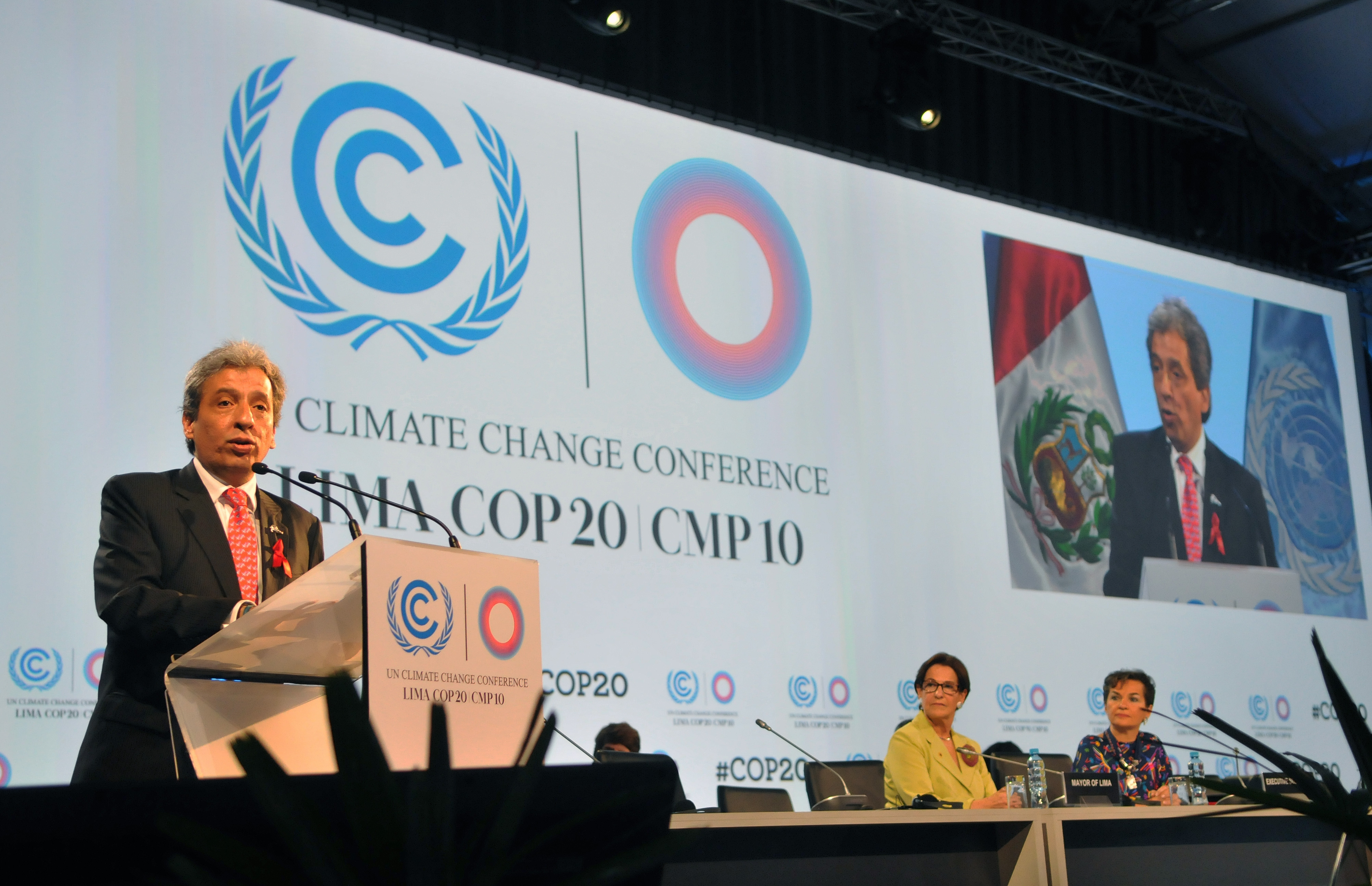
Cerimonia di apertura della Conferenza COP20.

## Contesto e periodo precedente
Il 23 settembre si svolse il vertice presidenziale sul clima con la partecipazione di oltre 120 capi di stato e leader mondiali. In questa occasione era stata organizzata la People's Climate March.

### Elenco delle azioni per il clima proposte prima della Conferenza di Lima
- Cina : il 12 novembre 2014 la Cina si è offerta di limitare il proprio picco di emissioni di CO2 entro il 2030 e ad incrementare, entro questa data, il consumo di energia primaria pulita fino a raggiungere il 30% del totale.
- Stati Uniti: il 12 novembre 2014 gli Stati Uniti si sono offerti di ridurre le proprie emissioni del 26%-28% entro il 2030 rispetto ai livelli di 2005 e finanziare progetti di energia pulita.[8] Inoltre si sono impegnati a donare 3 miliardi di dollari al Fondo verde per il clima.[9]
- Giappone: si è impegnato a donare 1 500 milioni di dollari al Fondo verde per il clima.[10]
- Perù: si è impegnato ad eliminare il disboscamento entro l'anno 2021;[11] inoltre, il 60% della produzione di energia elettrica dovrà provenire da energie rinnovabili.[12]
- Unione europea: il 28 ottobre 2014 l'Unione Europea si è impegnata a ridurre i gas serra del 40% entro il 2030 rispetto ai valori del 1990; inoltre la produzione totale di energia da fonti rinnovabili dovrà arrivare almeno al 27%.

## Organizzazione

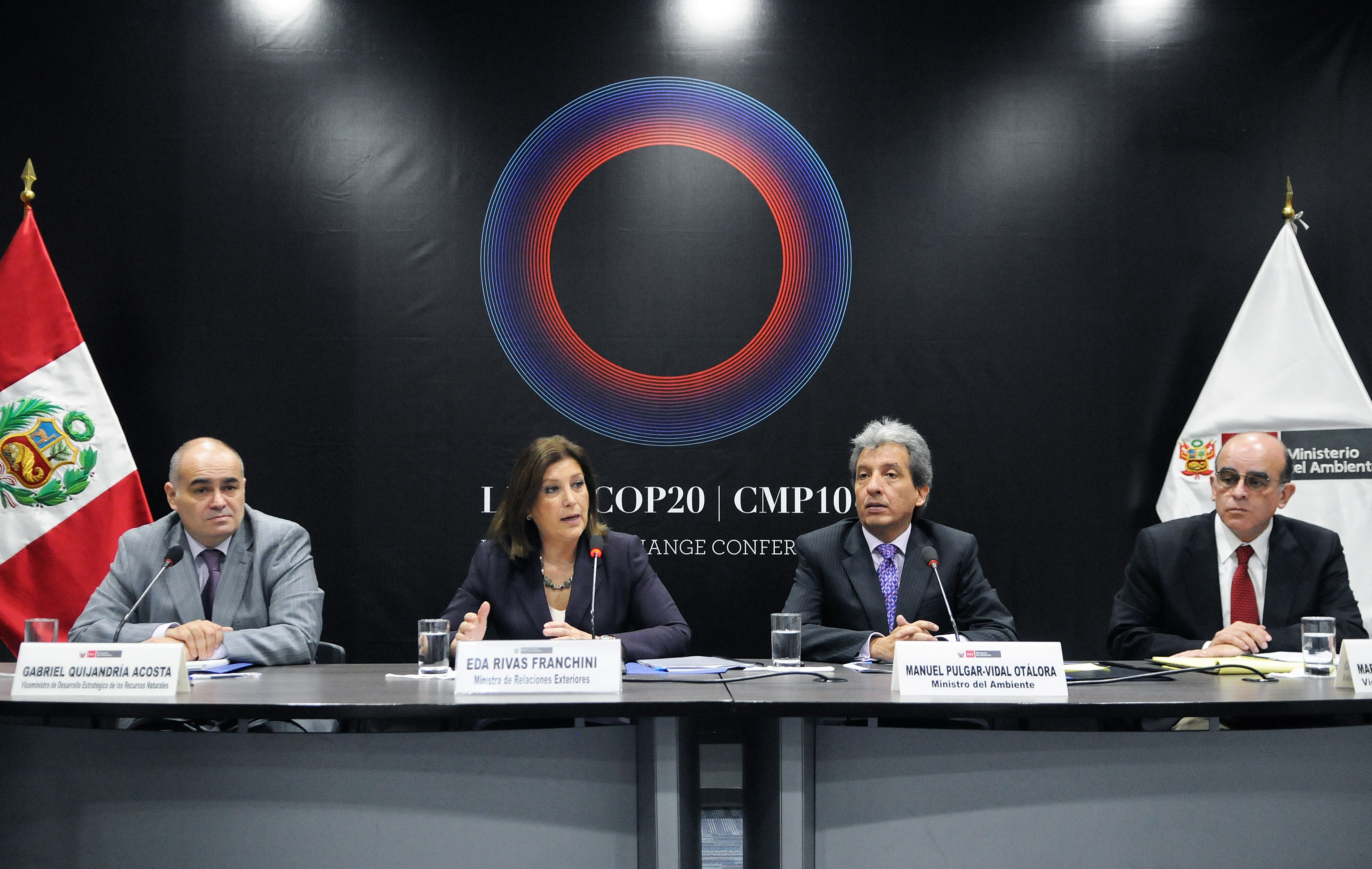
Presentazione del logo ufficiale della COP20.

L'organizzazione richiedeva l'installazione di sale per riunioni, ristoranti, food court, redazioni e servizi su una superficie di 55.000 metri quadri presso la sede generale dell'esercito (El Pentagonito), nel distretto di San Borja. Il costo di costruzione è stato di circa 54 milioni di dollari.
Circa 40.000 agenti di polizia vigilarono lo svolgimento della manifestazione. Venne stabilito un corridoio preferenziale tra la capitale e l'aeroporto internazionale Jorge Chavez per i dignitari.
La protezione della polizia è stata realizzata con tre anelli di sicurezza intorno alla sede generale dell'esercito. Inoltre, venne chiusa la via ausiliare del viale Javier Pardo.
Inoltre, venne realizzata la fiera Voces por el Clima rivolto al pubblico in generale. La fiera era costituita da 5 padiglioni: Foreste, montagne e acqua, oceani, energia e città sostenibili, su una superficie di 3600 metri quadri.

## I negoziati
L'obiettivo principale era quello di consolidare l'accordo definitivo per sostituire il protocollo di Kyoto. Inoltre, la conclusione del meccanismo di fondi per affrontare il cambiamento climatico e l'impegno di ciascun paese nella riduzione delle emissioni di gas serra.
- Programma per ridurre le emissioni di carbonio da diboscamento e degrado forestale
- Piani nazionali di adattamento
- Fondo verde per il clima (Green Climate Fund, GCF)

## Accordo
L'accordo venne approvato la mattina di domenica 14 dicembre, dopo oltre 24 ore dalla conclusione prevista. Il risultato principale è stato la “Lima Call for Climate Action”: contiene la riaffermazione del principio di responsabilità comune ma differenziata, introdotto già nella Convenzione UNFCCC del 1992, ma adesso a rischio; il meccanismo Lost & Damage, ovvero lo strumento attraverso il quale i Paesi in via di sviluppo particolarmente vulnerabili alle conseguenze dei cambiamenti climatici potranno ricevere delle compensazioni per le calamità naturali legate al clima che sono ormai inevitabili; il principio in base al quale le negoziazioni riguarderanno di pari passo le azioni di mitigazione, ovvero il taglio delle emissioni di gas serra, e di adattamento ai cambiamenti del clima già in corso. Inoltre è stato deciso che il segretariato preparerà un report di sintesi per valutare quale sarà l'effetto complessivo degli impegni di riduzione di emissioni degli Stati. Dalla Conferenza di Lima esce anche il documento “Elementi per una bozza di testo negoziale” che contiene le basi del futuro trattato di Parigi. Gli impegni degli Stati per la riduzione delle emissioni di gas serra non erano invece in discussione a Lima, in quanto era già stato deciso in una precedente Conferenza delle Parti che dovranno essere comunicati al segretariato dell'UNFCCC entro il 31 marzo 2015. 
Inoltre durante i negoziati di Lima sono stati annunciati stanziamenti per un totale di 10,14 miliardi di dollari al Fondo verde per il clima (Green Climate Fund, GCF), di cui 3 dagli Stati Uniti e circa uno da Francia, Gran Bretagna e Germania; l'Italia contribuirà con 313 milioni di dollari (250 milioni di Euro).

## Partecipanti

### Leader

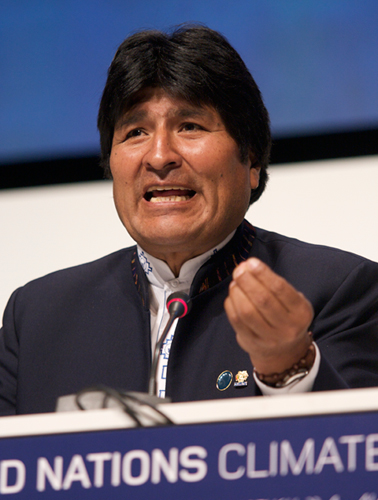
BOL Evo Morales, Presidente
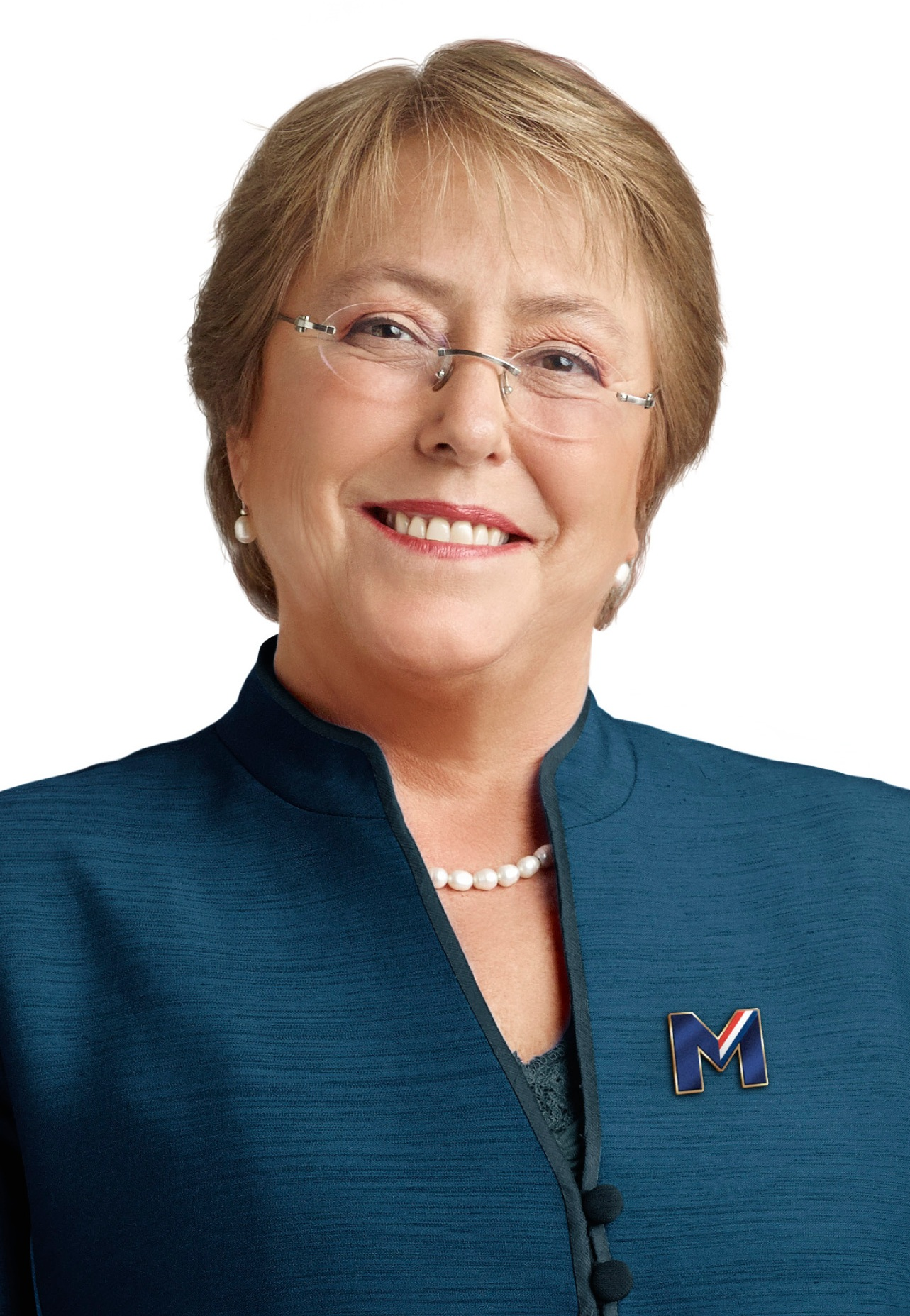
CHL Michelle Bachelet, Presidente
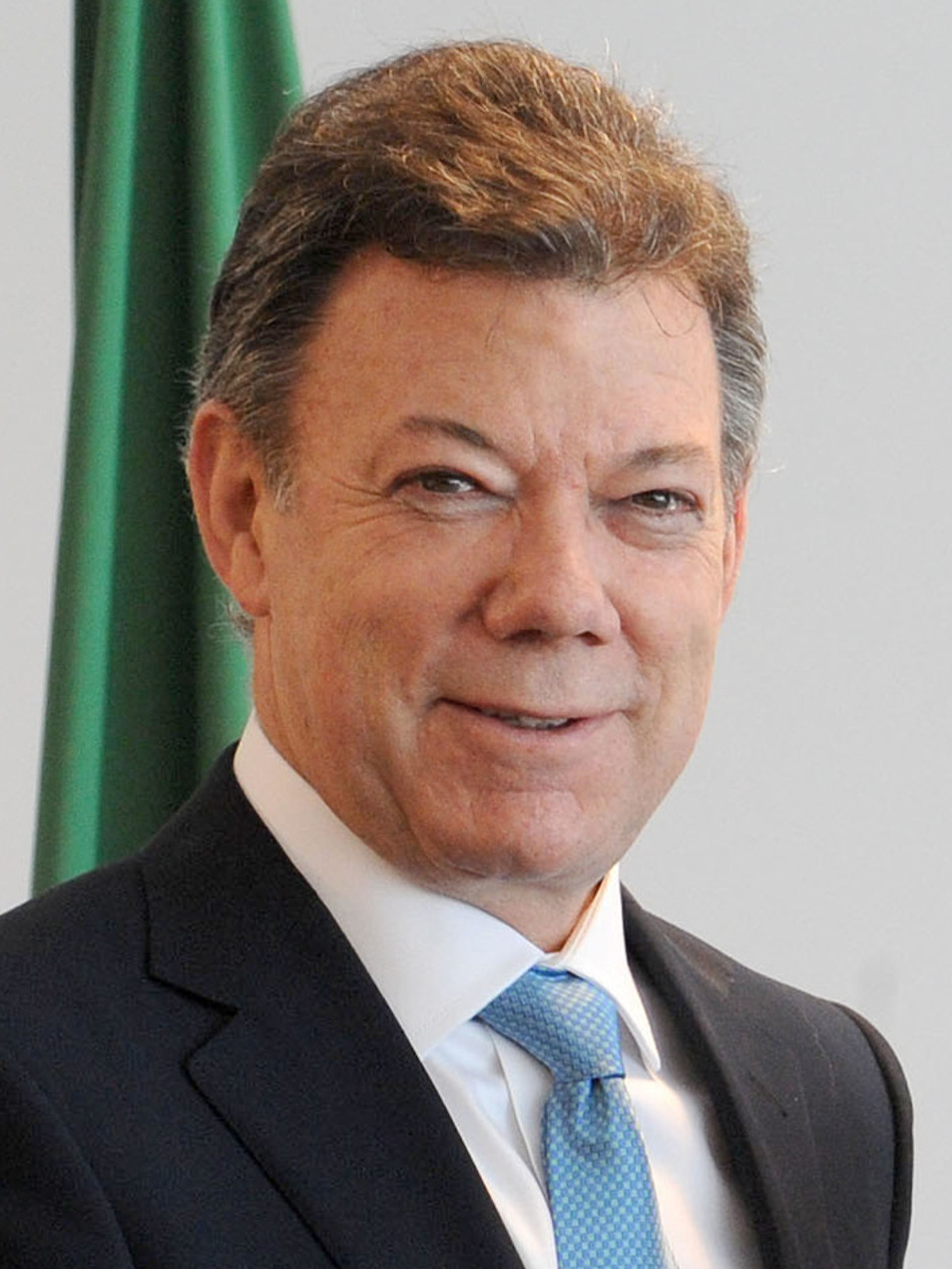
COL Juan Manuel Santos, Presidente
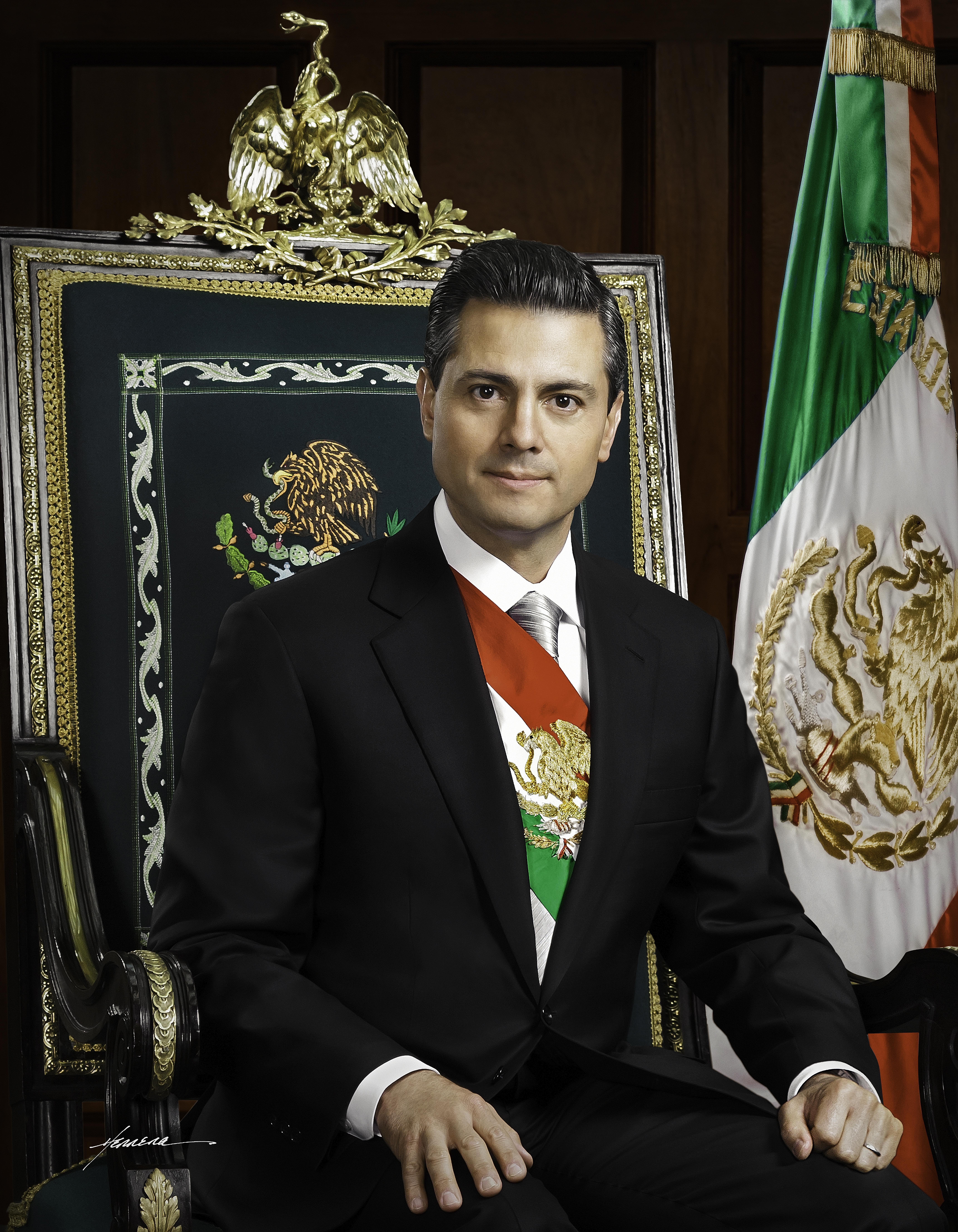
MEX Enrique Peña Nieto, Presidente
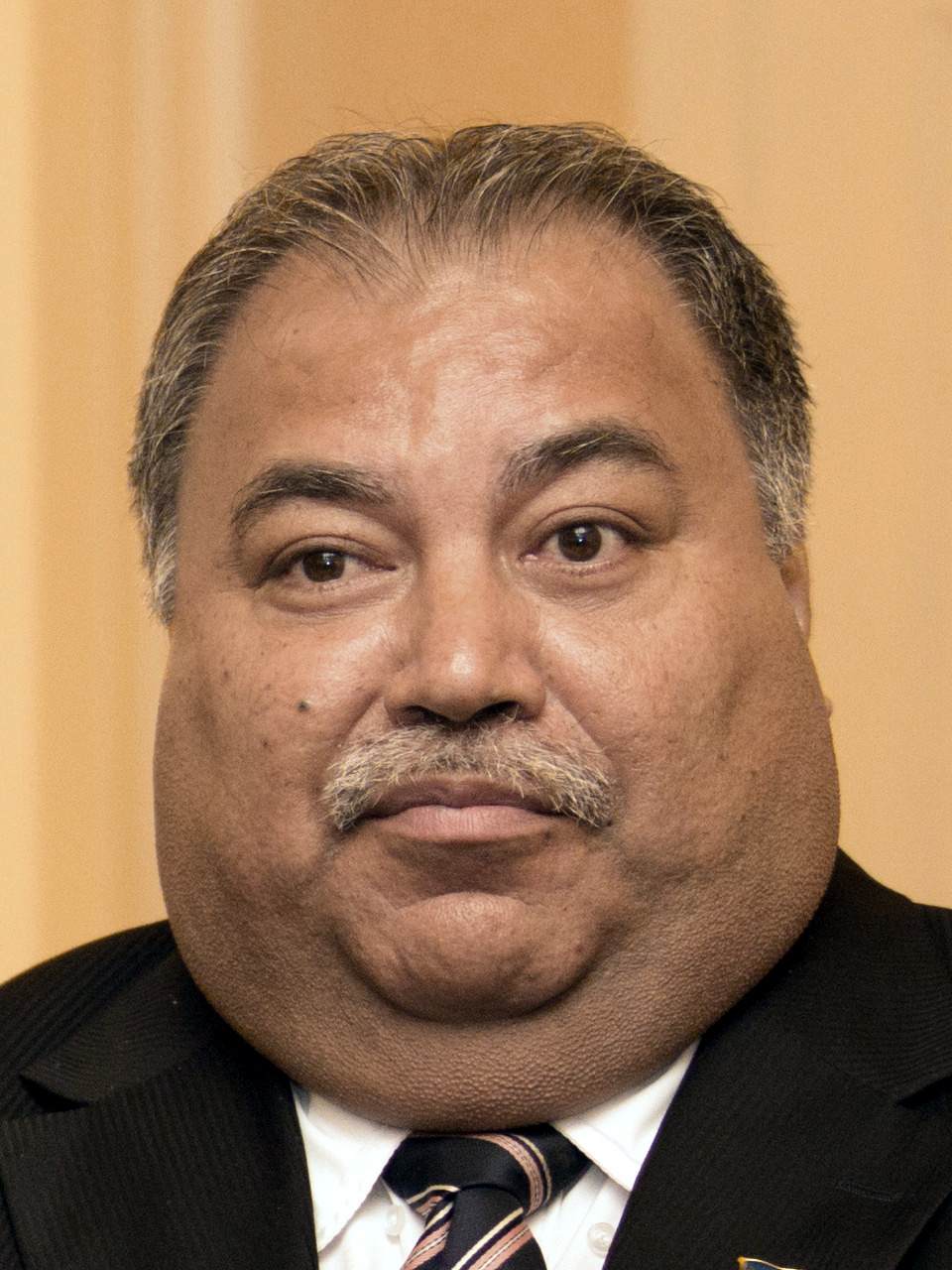
NRU Baron Waqa, Presidente
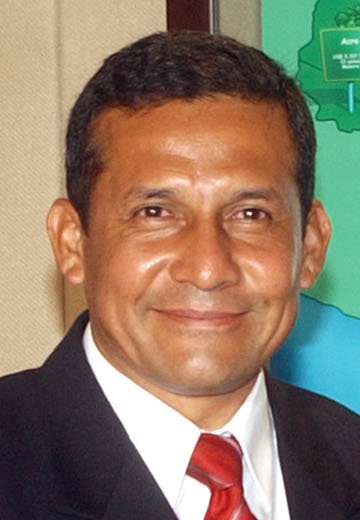
PER Ollanta Humala, Presidente
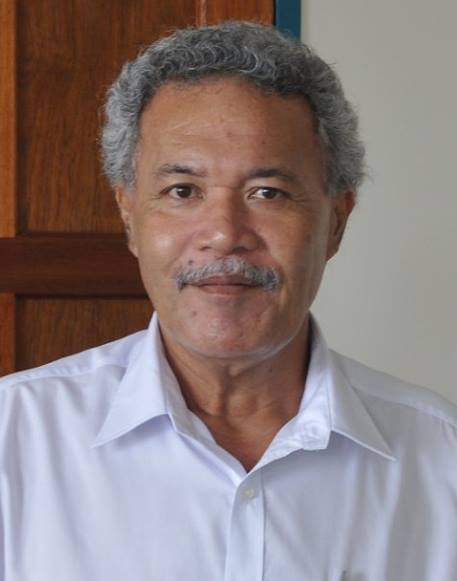
TUV Enele Sopoaga, Tuvalu
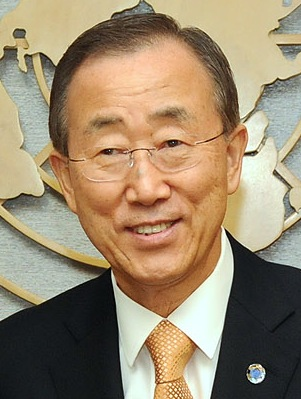
ONU Ban Ki-moon, Segretario generale

- Bolivia
Evo Morales, Presidente
- Cile
Michelle Bachelet, Presidente
- Colombia
Juan Manuel Santos, Presidente
- Messico
Enrique Peña Nieto, Presidente
- Nauru
Baron Waqa, Presidente
- Perù
Ollanta Humala, Presidente
- Tuvalu
Enele Sopoaga, Tuvalu
- Nazioni Unite
Ban Ki-moon, Segretario generale